# Анубіс
| i | n · p | w | E16 |

| i | n · p | w | E16 |

Ану́біс (грец. Άνουβις, копт. Αⲛⲟⲩⲡ, єгипет. Eep-Noo) — давньоєгипетський бог, шанування якого було тісно пов'язане з культом мертвих; охоронець могил та мумій, заступник померлих, некрополів і цвинтарів, один із суддів царства мертвих, хранитель отрут і ліків, мав дар передбачення.
Провідник душі крізь темряву. За життя він був покликаний вести душі крізь темряву невігластва, а після смерті проводив душі в Дуат небесний. Зірка Інпу, як і Зірка Ісіди — Сіріус, дороговказна зірка.
Син Осіріса і Нефтіди (Нефтіс). Священна тварина — вовк або шакал.
Зображували Анубіса у вигляді шакала або у вигляді людини з головою шакала, що тримає в руці символ життя «анх».
У Давньому царстві — Бог Дуата, мав титул «Хентіаменті» — «Перший із західних», тобто, головний серед богів Заходу. Культ Анубіса дуже рано набув широкого поширення.
З кінця 3-го тис. до н. е. функції глави Загробного Царства переходять до Осіріса, а Анубіс входить у коло богів, пов'язаних містеріями Осіріса. Анубіс стає богом некрополів і пов'язується з муміфікацією померлих і поховальними містеріями (контролює зважування серця померлого за допомогою пір'їни Маат).
У Римі його вважали супутником Серапіса й Ісіди. Давні греки ототожнювали Анубіса з Гермесом.

## Анубіс в античній літературі
Згідно з Плутархом, це син Осіріса та Нефтіс, вихований сестрою останньої, Ісідою. З цього погляду стає зрозумілим, чому Сет, чоловік Нефтіс, помстився Осірісу, вбивши його, а потім розчленував його тіло. Звідси також випливає, що хронологічно Анубіс старший від Гора, оскільки Гор народився вже після смерті свого батька, Осіріса. Більше того, Анубіс допомагав Ісіді з'єднати частини тіла Осіріса. Щоправда, виникає парадокс: молодший Гор увійшов до дев'ятки єгипетських примордиальних богів, а Анубіс — ні.
Страбон згадує, що центром поклоніння цьому єгипетському богові було місто Кінополіс (місто собак). Згідно з Вергілієм, Анубіс був зображений на щиті Енея. Ювенал згадує поклоніння Анубісу в Римі. Оскільки політеїзм римлян був синкретичним, із завоюванням нових територій та народів, їхні місцеві боги природним чином вливались в імперський пантеон.

## Анубіс в Циклі Осіріса
У Циклі Осіріса Анубіс був сином Осіріса і Нефтіди. Дружина Сету Нефтіда закохалася в Осіріса і, прийнявши вигляд Ісіди, спокусила його. В результаті сполучення був народжений бог Анубіс. Злякавшись помсти Сету за зраду, Нефтіда кинула немовля в очеретяних заростях, де його потім знайшла богиня Ісіда. Після бог Анубіс став допомагати Ісіді у пошуках частин Осіріса і взяв участь у бальзамуванні відтвореного тіла Осіріса.

## Іконографія Анубіса

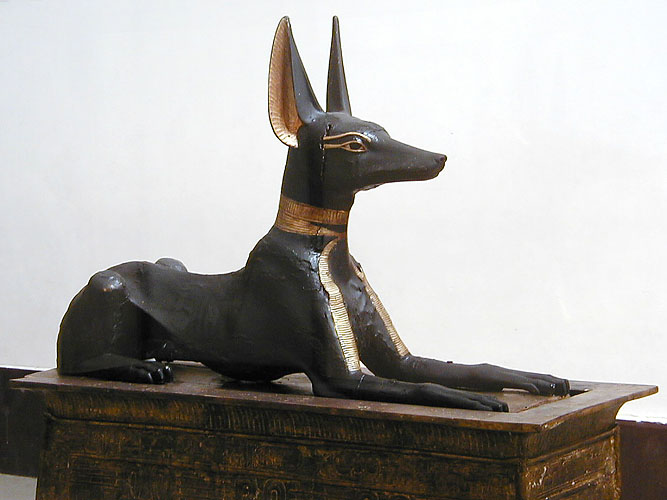
Статуя Анубіса у формі собаки з гробниці Тутанхамона (Каїрський музей)

Зазвичай Анубіса зображали у вигляді людини з головою шакала, що йде, вдягненим у шендит (вид натільної пов'язки) зі смугастою хусткою на голові. Проте історично першим було зображення бога у вигляді довгомордого собаки. Навіть сьогодні ці здичавілі тварини з пружним тілом, загостреним писком, стоячими вухами та пухнастим хвостом зграями блукають по єгипетських цвинтарях та пустельних місцях Єгипту. Той факт, що єгипетські собаки фенотипно схожі на шакала, зовсім не означає, що то були шакали. Справді, в генетичному плані єгипетські собаки мають сліди шакала. Проте шакал — дика тварина, а собака — домашня. Процес одомашнення (доместикації) відділяє дикі види (наприклад, вовків чи шакалів) від домашніх видів — собак. Це цілком розуміли давні греки, і тому головне місто поклоніння Анубісу вони назвали Кінополісом, тобто Містом Собак.
Анубіс — один з восьми головних богів староєгипетської міфології, син Озіріса, бог потойбічного світу. Його вважали провідником душ померлих на той світ, на суд Озіріса. Анубіса зображали у вигляді людини з головою шакала.

## Анубіс у літературі
- Тім Пауерс Брама Анубіса[en]

## Галерея

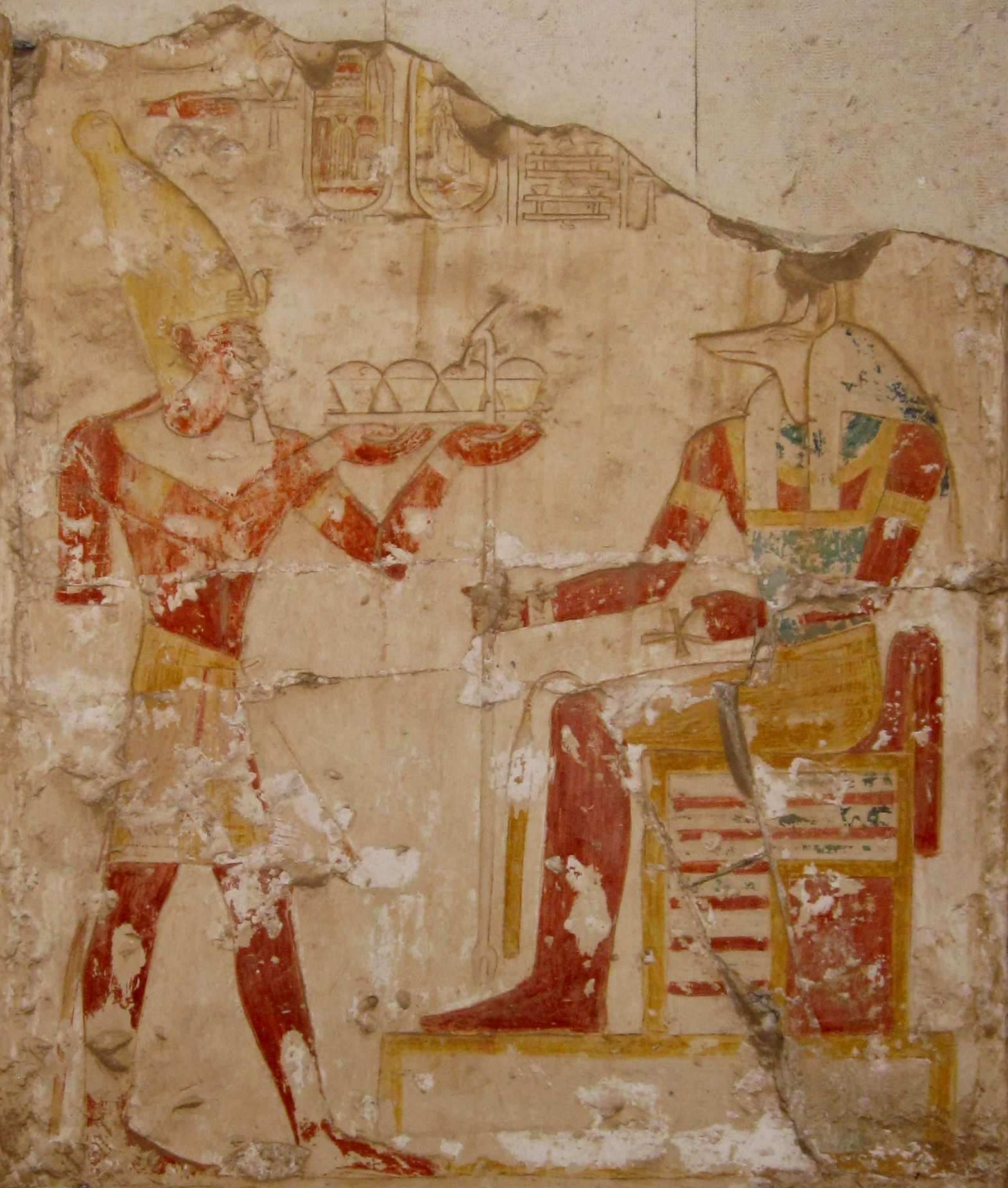
Анубіс (праворуч) на барельєфі в храмі Рамзеса II, Абідос
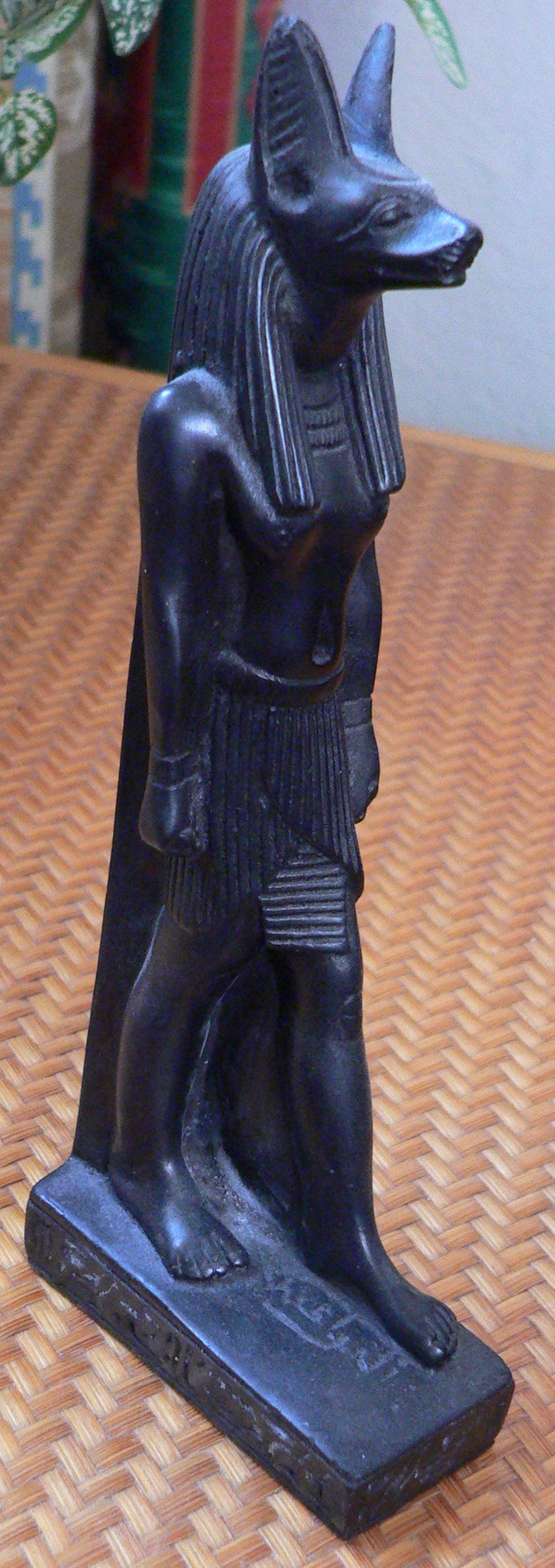
Кам'яна статуетка Анубіса